# Bub oder Mädel
Personnages
- Prince Johann Georg Ragan
- Fritz Ragan, son neveu
- Mary Bernhard
- Emil Leopold Beyer
- Jakob Kühnemann, banquier
- Lady Brighton
- Emil Hornwell
- Mr. Roberts
- Miss Gwendolin
- Knicker, prêteur
- Ripp, prêteur
- Karpel, prêteur
- Miss Pattygan
- Leslie
- Mabel
- Nessy
- Maud
- Francine
- Musotti, le directeur du cirque
- Le directeur de l'hôtel

Bub oder Mädel (en français, Garçon ou fille) est un opéra-comique de Bruno Granichstaedten sur un livret de Felix Dörmann et Adolf Altmann.

## Argument

### Introduction
Dans le salon de Fritz Ragan
En tant que libertin, Fritz Ragan a mené une vie dissolue jusqu'à présent. Maintenant, il doit beaucoup d'argent aux créanciers : 80 000 couronnes à Karpel, 70 000 couronnes à Knicker et 120 000 couronnes à Ripp. Ils lui ont prêté car il était le seul héritier du vieux prince Johann Georg Ragan.
Mais il s'était de nouveau marié et la naissance d'un nouvel héritier est imminente. Si c'est un garçon, Fritz Ragan n'hérite de rien. Un serviteur annonce la naissance d'un fils et le désespoir des prêteurs d'argent. Seul le banquier Kühnemann essaie de ravoir son argent avec un plan astucieux.
À Biarritz, l'arrivée d'un groupe de filles millionnaires américaines est attendue et elles veulent chercher de nobles maris en Europe. Avec un soutien financier, Fritz Ragan pourrait se rendre à Biarritz et épouser une riche Américaine. Comme Fritz ne sait pas comment sortir de sa situation précaire, il accepte ce plan. Il dit au revoir à sa bien-aimée Marie et se rend à Biarritz sous la surveillance de Kühnemann.

### Premier acte
La terrasse de l'hôtel de Biarritz
Les Américains sont arrivés et le banquier Kühnemann a déjà trouvé une épouse convenable pour Fritz en Miss Gwendolin. selon son enquête, il recevra la dot de 40 millions de dollars. En réalité, Miss Gwendolin est pauvre. Kühnemann présente Fritz à Gwendolin, mais soudain sa maîtresse Mary se montre et tente d'empêcher cette rencontre par jalousie. Gwendolin et Fritz tombent amoureux l'un de l'autre alors que Kühnemann apprend que Gwendolin est pauvre. Fritz Ragan ne tient pas compte de ses créanciers, accepte Gwendolin et lui fait une proposition de mariage.

### Deuxième acte
Le cirque Musotti
Fritz Ragan est obligé de gagner sa vie pour lui-même et Gwendolin. Par conséquent, il prend un engagement en tant que cavalier dans le cirque Musotti. Kühnemann voyage secrètement après les deux, car il espère toujours le remboursement des dettes. À la demande de ses parents, Gwendolin ne devrait pas épouser Fritz mais le riche M. Roberts. Lorsque M. Roberts apparaît, il rencontre Mary, qui l'informe de tout. Enfin, le vieux prince Johann Georg apparaît et Fritz est de nouveau le légataire universel. Il s'est avéré que l'épouse du prince Johann Georg avait été infidèle et donc le fils est exclu comme enfant illégitime de la succession princière.